# Keith Ward
John Stephen Keith Ward (22 de agosto de 1938 (86 años), Hexham, Northumberland) es un filósofo y teólogo británico.
Keith Ward es miembro de la Academia Británica, profesor Regius emérito de teología de la Universidad de Oxford, sacerdote de la Iglesia de Inglaterra, y miembro del Consejo del Real Instituto de Filosofía (Royal Institute of Philosophy). Es doctor en teología por la Universidad de Cambridge y Oxford. Ha sido profesor en las universidades de Glasgow, St. Andrews, Cambridge y Londres, donde fue profesor de historia y filosofía de la religión, y ha escrito más de veinte libros.
La teología comparada y la interacción entre ciencia y fe son dos de sus principales temas de interés. Vive en Oxford, Inglaterra. 
Pronunció las conferencias Gifford en 1993–1994 con el título Religion and Revelation.

## Obras
Su tetralogía de teología comparada:
- Keith Ward (1994). Religion and revelation: a theology of revelation in the world's religions. Oxford University Press. ISBN 9780198263753.[1]
- — (1996). Religion and creation. Oxford University Press. ISBN 9780198263944.[2][3]
- — (1998). Religion and human nature. Oxford University Press. ISBN 9780198269618.
- — (2000). Religion and community. Oxford University Press. ISBN 9780198752592.[4]

Otras obras:
- — (2008). The Big Questions in Science and Religion. Templeton Foundation Press. ISBN 9781599471358. (enlace roto disponible en Internet Archive; véase el historial, la primera versión y la última).
- — (2004). Ethics and Christianity. Routledge. ISBN 9780415295772.[5][6]
- — (2007). Is religion dangerous?. Wm. B. Eerdmans Publishing. ISBN 9780802845085.
- — (1998). God, faith & the new millennium: Christian belief in an age of science. Oneworld. ISBN 9781851681556.
- — (2002). God: a Guide for the Perplexed. Oneworld Publications.
- — (2004). What the Bible Really Teaches: A Challenge for Fundamentalists. SPCK.
- — (2004). The Case for Religion. Oneworld Publications.
- — (2007). Divine Action: Examining God's Role in an Open and Emergent Universe. Templeton Foundation Press. ISBN 9781599471303. Archivado desde el original el 27 de diciembre de 2007. Consultado el 6 de septiembre de 2009.[7]
- — (2008). Why there almost certainly is a God: doubting Dawkins. Oxford: Lion Hudson. ISBN 9780745953304.[8]
- — (2010). Is Religion Irrational?. Oxford: Lion Hudson. ISBN 9780745955407.
- — (2010). More Than Matter? What Humans Really Are. Oxford: Lion Hudson. ISBN 9780745962474.
- — (2011). The Philosopher and the Gospels. Oxford: Lion Hudson. ISBN 9780745955629.

### Ediciones en español
- Keith Ward (2008). Cristianismo: guía para perplejos. Editorial Sal Terrae. ISBN 978-84-293-1772-5. Archivado desde el original el 16 de octubre de 2008. Consultado el 6 de septiembre de 2009.